# Thialf
Thialf – kryty, 400-metrowy tor łyżwiarski w Heerenveen, w Holandii. Został otwarty w 1967 roku jako tor odkryty, od 1986 roku jest zadaszony. Trybuny obiektu mogą pomieścić 12 500 widzów. Do toru przylega również kryte lodowisko służące hokeistom. Jest to jeden z najnowocześniejszych, najszybszych i najbardziej rozpoznawalnych torów łyżwiarskich na świecie.

## Historia
15 lutego 1855 roku w Heerenveen powołano do życia towarzystwo łyżwiarskie „Thialf”. Był to trzeci klub łyżwiarski w kraju (wówczas podobne stowarzyszenia istniały jeszcze w Harlingen i Leeuwarden). Do 1882 roku towarzystwo organizowało zawody łyżwiarskie w okolicy zwanej „Engwirdum”. Następnie klub wydzierżawił teren przy Rijsstraatweg. Tor ten znany był jako „hoefijzerbaan Thialf Pikmeer”. W 1894 roku za kwotę 1100 guldenów klub kupił 6,5 ha terenu pod nowy tor łyżwiarski w okolicy znanej jako „Munnikspetten” bądź „Tjalleberter Petten”. Pierwsze zawody przeprowadzono tam 7 lutego 1895 roku. Obiekt, znany dziś pod nazwą „Natuurijsbaan Oud Thialf”, służył przez długie lata, w tym czasie m.in. trzykrotnie zorganizowano na nim mistrzostwa Holandii w łyżwiarstwie szybkim (w latach 1933, 1946 i 1955) i dwukrotnie pobito krajowe rekordy.
W 1961 roku w Amsterdamie (Jaap Edenbaan) i w 1962 roku w Deventer (IJsselstadion) powstały pierwsze w kraju tory łyżwiarskie ze sztucznie mrożonym lodem. Również we Fryzji, która była kolebką krajowego łyżwiarstwa, postanowiono utworzyć taki tor. Plan zrealizowano w Heerenveen, gdzie dzięki sprzedaży terenu na którym znajdował się stary tor klubu „Thialf”, udało się pozyskać środki na budowę nowego obiektu. Powstał on w zupełnie innej lokalizacji, w południowej części miasta. Budowa trwała w latach 1966–1967, a jego uroczyste otwarcie z udziałem księżniczki Krystyny miało miejsce 14 października 1967 roku. Obok toru powstało także kryte lodowisko dla hokeistów. Obiekt nazwano „Thialf” od nazwy klubu łyżwiarskiego, które z kolei zaczerpnęło swą nazwę od Thialfi, postaci z mitologii nordyckiej, pomocnika boga Thora. W 1975 roku w pobliżu obiektu oddano do użytku przystanek kolejowy Heerenveen IJsstadion, jednak w związku z nierentownością często całkowicie pomijany jest on w rozkładach jazdy, bądź wykorzystywany tylko okresowo, przy okazji organizacji imprez na torze Thialf.
Nowo otwarty tor miał 400 m długości. Niemal na całej długości otaczały go trybuny dla widzów oparte na wałach ziemnych. Od strony zachodniej fragment trybun posiadał zadaszenie. W tej części stadion łączył się ze stojącą tuż obok halą, przeznaczoną głównie do rozgrywek hokeja na lodzie. Wraz z jej powstaniem powołano do życia klub hokejowy Flyers, który przez lata wielokrotnie zdobywał tytuły mistrzów Holandii. Sam tor stał się natomiast częstą areną mistrzostw Holandii w łyżwiarstwie szybkim. Od lat 70. XX wieku na obiekcie z dużą regularnością organizowano również mistrzostwa świata i Europy. W styczniu 1983 roku Andrea Ehrig-Mitscherlich ustanowiła pierwsze dwa rekordy świata, jakie padły w tym miejscu.
W marcu 1986 roku rozpoczęto przebudowę areny. Głównym celem prac było stworzenie zadaszonego toru. W trakcie modernizacji powstały również nowe trybuny, oparte na żelbetowej konstrukcji. Zadaszenie obiektu oparto na stalowym szkielecie i pokryto blaszanym poszyciem, które z zewnątrz obłożono dodatkowo warstwą bitumiczną. Konstrukcję dachu wykonano bez zastosowania wewnętrznych podpór. Trybuny wzdłuż prostych wyposażono w plastikowe krzesełka, trybuny za łukami toru pozostawiono jako miejsca stojące. Oficjalne otwarcie przebudowanego toru miało miejsce 29 listopada 1986 roku. Był to drugi zadaszony tor łyżwiarski na świecie, oddany do użytku niecałe dwa tygodnie po otwarciu pierwszej tego typu areny w kompleksie sportowym Sportforum we wschodnim Berlinie.
Przebudowany obiekt stał się jednym z najnowocześniejszych, najszybszych i najbardziej rozpoznawalnych torów łyżwiarskich na świecie. Już pierwszej zimy ustanowiono na nim 9 nowych rekordów świata. Z jeszcze większą regularnością zaczęto organizować na nim krajowe i międzynarodowe zawody, w poczet których wpisała się kolejna prestiżowa rywalizacja, zawody z cyklu Pucharu Świata. Z czasem, w miarę powstawania na świecie kolejnych krytych torów, znaczenie Thialfu nieco zmalało. Rolę najszybszych obiektów przejęły tory położone na wysokościach powyżej 1000 m n.p.m., gdzie dzięki bardziej rozrzedzonemu powietrzu możliwe jest uzyskiwanie lepszych rezultatów (tor w Heerenveen położony jest zaledwie 0,4 m n.p.m.). W dalszym ciągu Thialf należy jednak do czołówki światowych torów łyżwiarskich, a jego wyróżnikiem jest żywiołowo reagująca publiczność. Do końca 2021 roku na torze ustanowionych zostało łącznie 38 rekordów świata (wliczając dwa uzyskane przed zadaszeniem), padały na nim także liczne rekordy kraju czy juniorskie rekordy świata. Jest to również najważniejszy obiekt do łyżwiarstwa szybkiego w Holandii, gdzie sport ten cieszy się wyjątkową popularnością. Thialf był też areną innych imprez sportowych i pozasportowych, m.in. zawodów w ice speedwayu czy koncertów muzycznych.
Na początku XXI wieku dokonano pewnych modernizacji, m.in. wymieniono system chłodzenia nawierzchni i wykonano tunel prowadządzy do przestrzeni wewnątrz toru. W latach 2015–2016 dokonano dwufazowej (z przerwą na sezon zimowy 2015/2016), gruntownej modernizacji areny. W pierwszym roku wyremontowano podłoże toru oraz zewnętrzną część obiektu, w drugiej fazie generalnemu remontowi poddano wnętrze hali. W ramach projektu zainstalowano także 5000 paneli słonecznych na dachu i zadbano o lepszą izolację areny.